# Luc Bulot
Luc Georges Bulot est un paléontologue français né le 23 juillet 1963 à Cavaillon et mort le 27 juillet 2022 à Manchester. Il est principalement connu pour son travail sur la biostratigraphie de l'Afrique de l'Ouest et sur la détermination des GSSP du Crétacé inférieur. 

## Biographie

### Vie privée
Luc Georges Bulot est né à Cavaillon (Vaucluse) le 23 juillet 1963.
Il se marier avec Elsa Schnebelen à Saint-Privat-de-Champclos (Gard).

### Carrière
Diplômé d'un Diplôme Supérieur d’Études et de Recherche (DSER) en paléontologie de l'université de Dijon en 1991, il obtient sa thèse de doctorat au Muséum national d'histoire naturelle de Paris en 1995. 
Président du groupe de travail sur le Valanginien au sein de la Commission internationale de stratigraphie, il travaille longtemps à la définition des GSSP du Crétacé inférieur. 
De 2020 à 2022, il occupe diverses fonctions simultanées: expert biostratigraphie du North Africa Research Group. Il était également éditeur associé au Arabian Journal of Geosciences (AJGS).

### Décès et hommages
En juillet 2022, Luc Bulot décède d'un cancer à Manchester (Royaume-Uni).
En 2023, de nombreux chercheurs rendent hommage, dans une édition spéciale du Journal of African Earth Science, à l'étendue de son travail qui permit de redéfinir une partie significative de la stratigraphie de l'Afrique de l'Ouest.

## Contributions notables
- Reconstruction de la paléogéographie Mésozoïque de la Provence[7].
- Définition de la biostratigraphie marine de l'Afrique de l'Ouest[6].
- Définition d'une limite d'étage du Crétacé de l'échelle chronostratigraphique internationale aboutissant notamment à la définition du GSSP de la transition Valanginien/Hauterivien à La Charce[8],[9],[3].
- Découverte de nouvelles espèces d'ammonites[10].